# Pitgam
Pitgam ist eine französische Gemeinde mit 992 Einwohnern (Stand: 1. Januar 2022) im Département Nord in der Region Hauts-de-France. Sie gehört zum Arrondissement Dunkerque, zum Kanton Grande-Synthe und zum Gemeindeverband Hauts de Flandre an. Die Einwohner werden Pitgamois genannt.

## Geografie
Die Gemeinde Pitgam liegt in Französisch-Flandern, etwa zwölf Kilometer südsüdwestlich von Dünkirchen in der Landschaft Pays Moulins de Flandre. An der nordwestlichen Gemeindegrenze verläuft der Canal de la Haute Colme. Umgeben wird Pitgam von den Nachbargemeinden Spycker im Norden, Steene im Nordosten, Crochte im Osten, Zegerscappel im Südosten, Eringhem und Drincham im Süden und Südwesten, Looberghe im Westen sowie Brouckerque im Nordwesten.

## Bevölkerungsentwicklung
| Jahr                       | 1962 | 1968 | 1975 | 1982 | 1990 | 1999 | 2006 | 2012 | 2020 |
| Einwohner                  | 1025 | 978  | 903  | 948  | 921  | 933  | 918  | 941  | 976  |
| Quellen: Cassini und INSEE |      |      |      |      |      |      |      |      |      |

## Sehenswürdigkeiten
- Kirche Saint-Folquin aus dem 15./16. Jahrhundert (Monument historique)
- Windmühle Den Leuw aus dem Jahr 1774
- Wasserturm

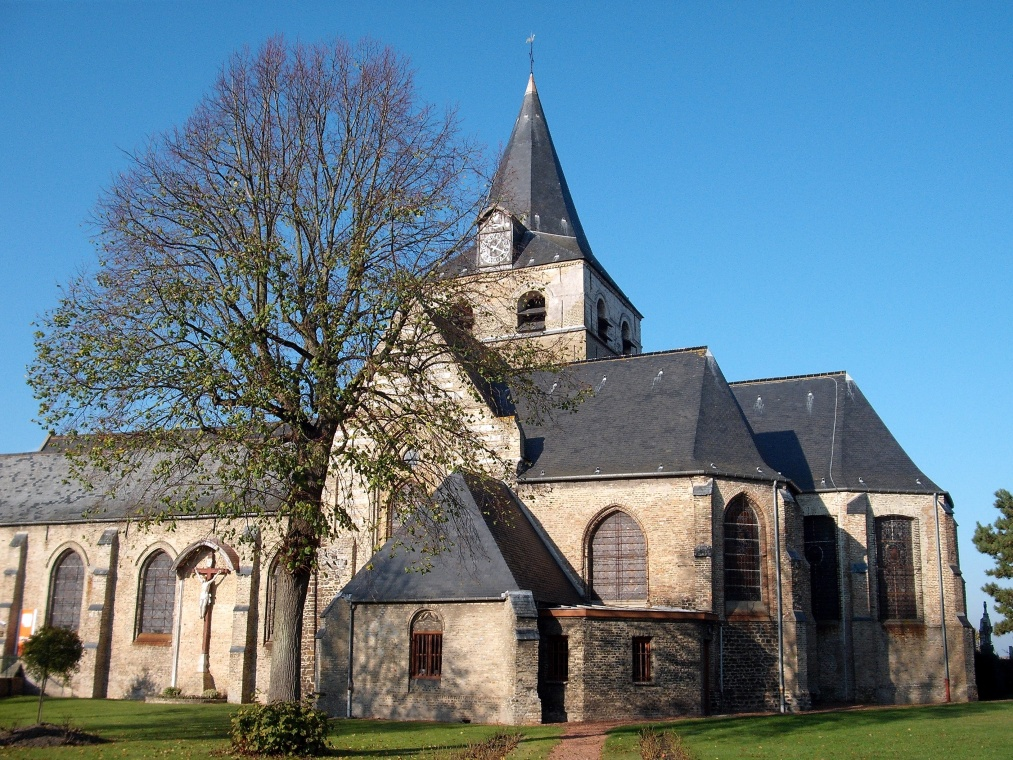
Kirche Saint-Folquin
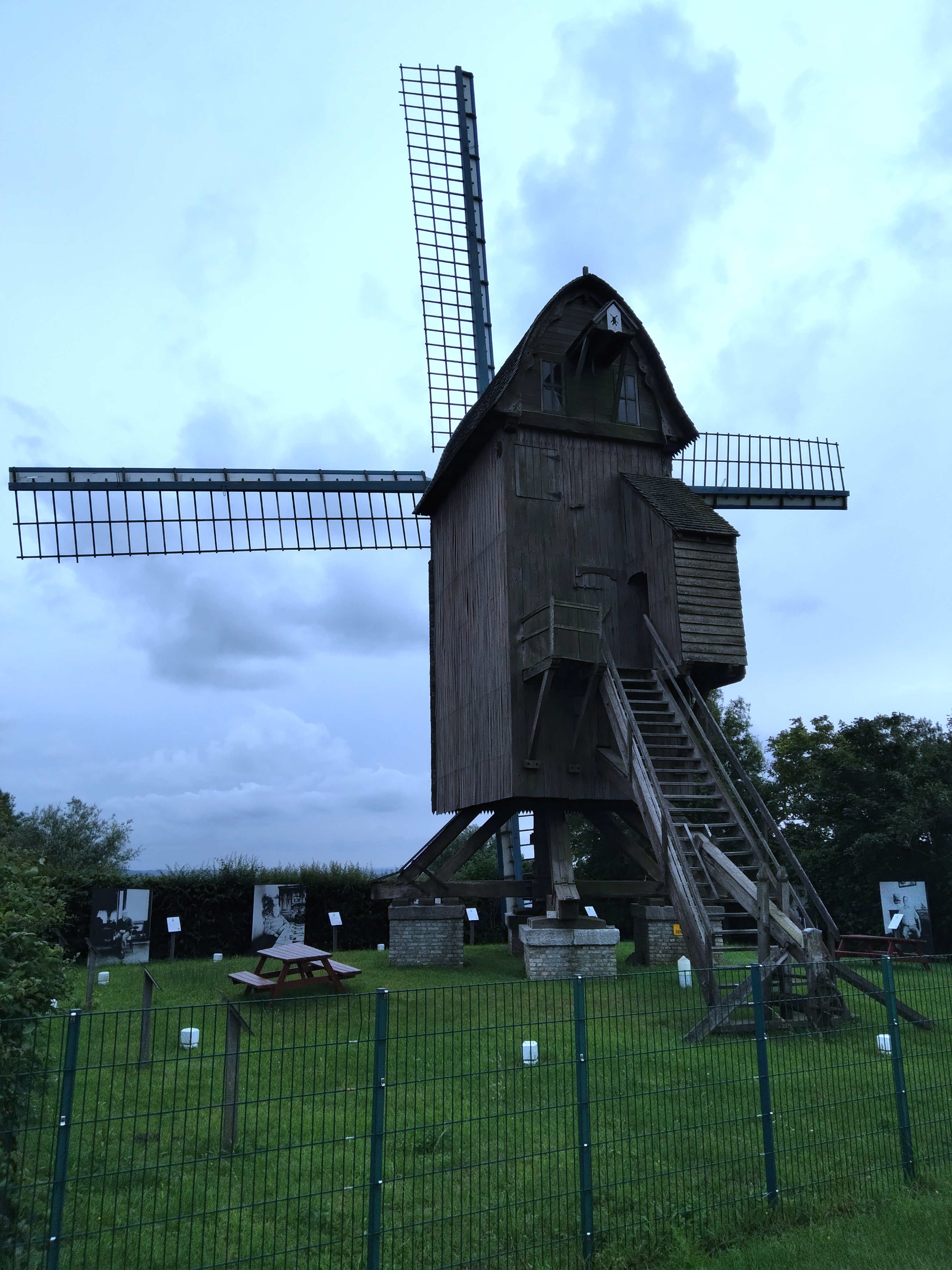
Windmühle Den Leuw
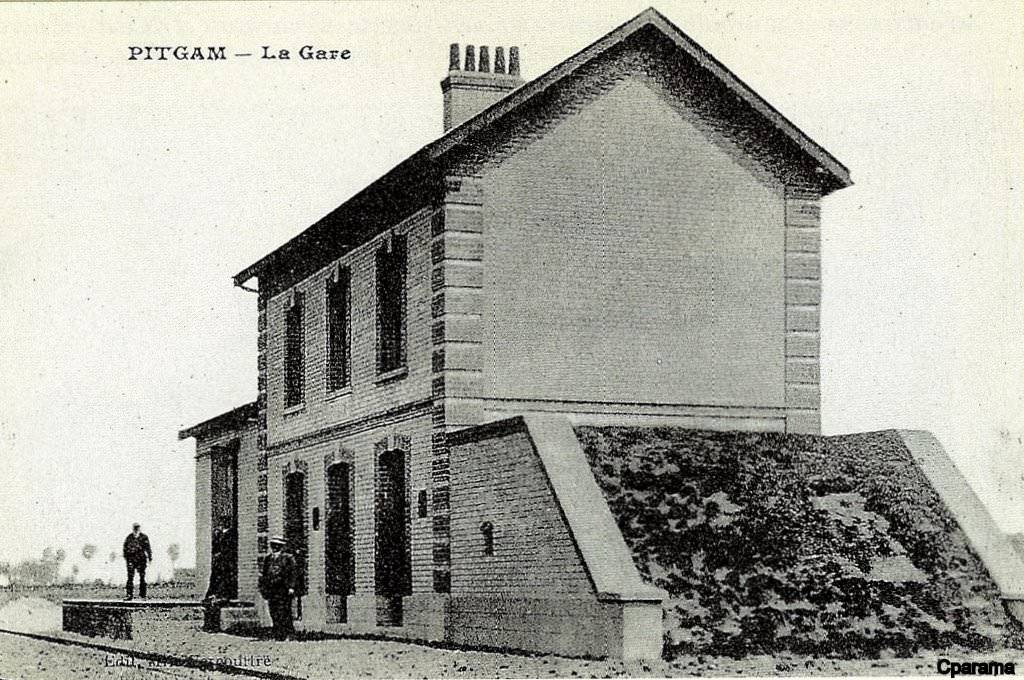
Ehemaliger Bahnhof